# Choricarpia subargentea
Backhousia subargentea là một loài thực vật có hoa trong Họ Đào kim nương. Loài này được (C.T.White) L.A.S.Johnson mô tả khoa học đầu tiên năm 1962.